# Редомициляция
Редомициляция (менее употребителен термин редомицилирование; от лат. domiclilium — «жилище, резиденция», re «снова») — изменение юрисдикции (в значении места, территории, страны регистрации) компании (в частности, возвращение в родную страну), при котором сохраняется структура бизнеса и его внутренние и внешние отношения, включая организационно-правовую форму юридического лица, структура подразделений предприятия и его менеджмента, активы и действующие обязательства.
Термин происходит от латинского domicilium, которое означает «место жительства», а значение латинской приставки re — вновь.
В настоящее время этот термин применяют чтобы обозначить смену страны регистрации компании без её ликвидации в стране старой регистрации.

## В России
Процедура редомициляции компании в Россию регулируется законом «О международных компаниях».
Специально для редомициляции иностранных офшорных компаний законом «О специальных административных районах на территории Калининградской области и Приморского края» определены территории со специальным налоговым режимом, которые часто называют внутренними офшорами. Они расположены на острове Русский во Владивостоке и на Октябрьском острове в Калининграде..
До февраля 2021 года переехать в Россию могли только компании, представительства которых работали в РФ с 31 декабря 2017-го или более раннего периода. По состоянию на 2021 год это ограничение отменено.
Начиная с 2022 года процесс редомициляции в Россию резко ускорился. С начала 2022 года по июль 2023-го её совершили 164 компании, в то время как с момента появления закона «О международных компаниях», с 2018 по начало 2022 — всего 65.
Этот процесс продолжился и в дальнейшем (например, «Транснефть», VK и «Трансмашхолдинг»). В начале февраля 2024 года было объявлено о возмездной передаче российских активов «Яндекса» российским акционерам от ранее владевшей ими в течение ряда лет нидерландской фирмы.